# Ehemaliger Muschelkalkbruch südsüdwestlich von Dettelbach

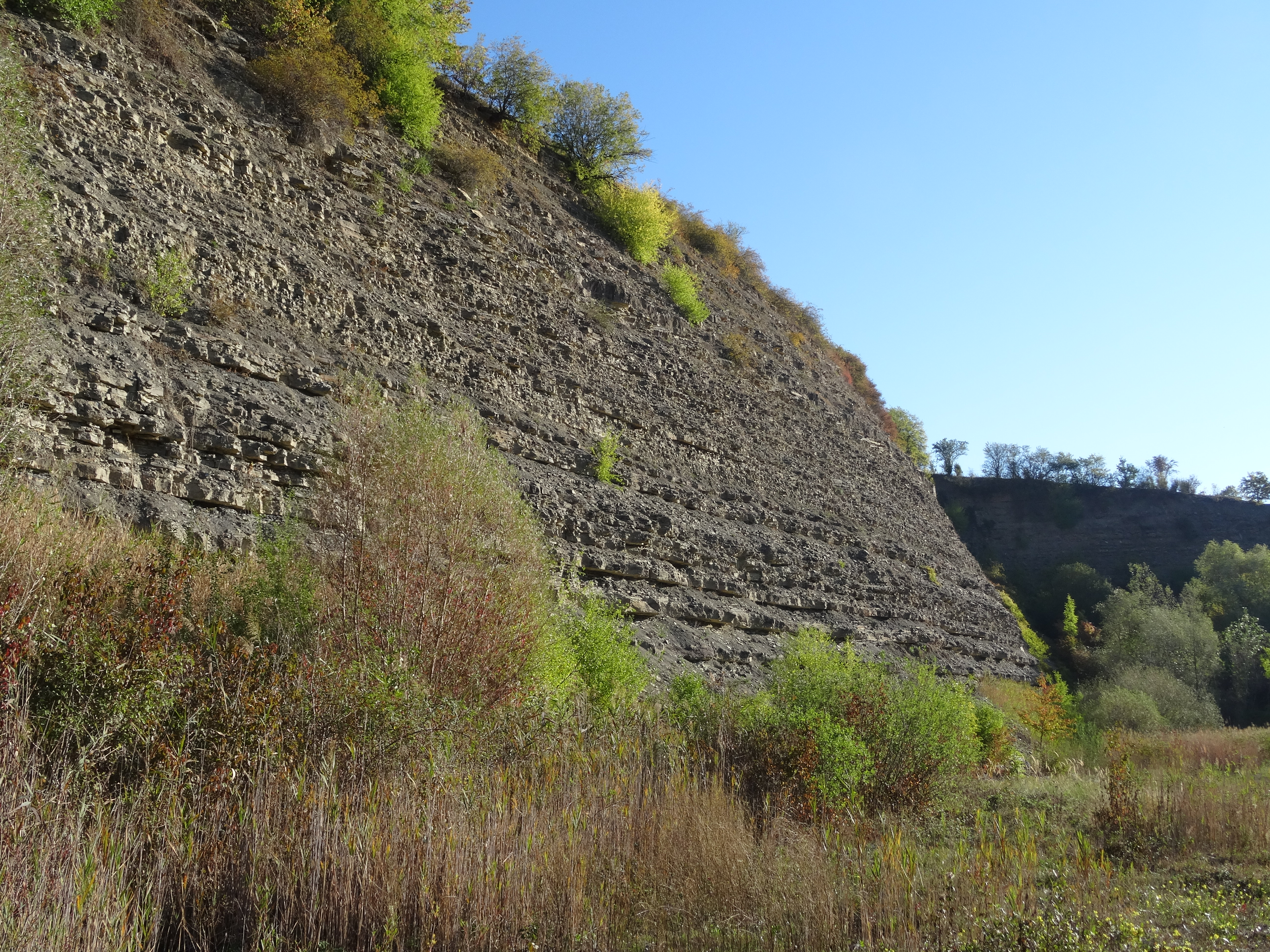
Der Steinbruch bei Dettelbach

Ehemaliger Muschelkalkbruch südsüdwestlich von Dettelbach (offiziell Ehem. Muschelkalkbruch SSW von Dettelbach, auch Muschelkalkbruch Dettelbach) ist ein Geotop in der Gemarkung von Dettelbach im unterfränkischen Landkreis Kitzingen.

## Geografische Lage
Der ehemalige Steinbruch liegt im äußersten Süden des Dettelbacher Gemeindegebiets. Weiter im Süden führt die Bundesautobahn 3 in unmittelbarer Nähe an dem Bruch vorbei. Östlich liegt die Autobahnbrücke bei Dettelbach, die Staatsstraße St 2270 verläuft ebenfalls im Osten entlang des Maines. Der sogenannte Rotamergraben durchfließt das Gebiet des Steinbruchs. Weiter südlich beginnt das Gebiet von Mainstockheim.

## Beschreibung
Der Steinbruch erschließt die oberen 30 m des Oberen Muschelkalks (Meißner-Formation, Ladinium) und überlagernde Schichten des Unteren Keupers. Die aufgeschlossene Schichtfolge vermittelt einen besonders guten Eindruck von der Sedimentation der Normalfazies des Oberen Muschelkalks im tieferen Wasser des Beckeninneren. Die sogenannten Fossilschuttbänke ermöglichen es, die unterschiedlichen Kleinzyklen zu unterscheiden. Die früher hier im anstehenden Profil zu sehende Cycloidesbank ist fast vollständig abgebaut. Lediglich einzelne Belege sind noch an der Steinbruchsohle aufzufinden.
Die Cycloidesbank ist voller fossiler Brachiopoden der Art Coenothyris cycloides (ZENKER 1836) und dadurch auch im Handstück leicht zu erkennen. In den mergeligen Partien über dieser Leitbank wurden einige Funde von seltenen Knochenfischen gemacht. Die Kalksteine wechseln zwischen eichenen und buchenen Schillkalken sowie wulstigen Mergelkalksteinen. Das Bayerische Landesamt für Umwelt ordnet das Areal als Geotop mit der Nummer 675A008 ein.

## Erschließung
Der Muschelkalkbruch wurde bis ins 20. Jahrhundert betrieben, ehe die Anlage in eine Deponie für Erdaushub umgewandelt wurde. Allerdings darf das Areal nur teilweise verfüllt werden, weil die Schichtfolge deutschlandweit einzigartig ist. Der Steinbruch findet heute außerdem als besonderes, wissenschaftliches Referenzobjekt Verwendung. Die allgemeine geowissenschaftliche Bedeutung wird mit „sehr bedeutend“ beschrieben.